# Krasniqi
Krasniqi ist ein aus dem Albanischen stammender Familienname und der häufigste Nachname im Kosovo. In der Schweiz ist Krasniqi mit 8904 Trägern im Jahre 2022 der 38. häufigste Nachname.

## Namensträger
- Adrian Krasniqi (1972–1997), kosovo-albanischer Kommandant
- Albin Krasniqi (* 2003), schweizerisch-kosovarischer Fußballspieler
- Ali Krasniqi (1952–2024), kosovarischer Filmeditor, Autor und Aktivist
- Ardian Krasniqi (* 1996), deutscher Profiboxer
- Bledian Krasniqi (* 2001), schweizerisch-kosovarischer Fußballspieler
- Bleron Krasniqi (* 2002), kosovarisch-deutscher Fußballspieler
- Distria Krasniqi (* 1995), kosovarische Judoka
- Erion Krasniqi (* 2002), kosovarischer Fußballspieler
- Ermal Krasniqi (Fußballspieler, 1998) (* 1998), kosovarischer Fußballspieler
- Ermal Krasniqi (Fußballspieler, 2005) (* 2005), kosovarischer Fußballspieler
- Erolind Krasniqi (* 2000), kosovarischer Fußballspieler
- Jakup Krasniqi (* 1951), kosovarischer Politiker
- Jetmir Krasniqi (* 1995), kosovarischer Fußballspieler
- Kaltrina Krasniqi (* 1981), kosovarische Filmemacherin
- Kamer Krasniqi (* 1996), albanischer Fußballspieler
- Leke Krasniqi (* 2000), österreichischer Fußballspieler
- Leomend Krasniqi (* 2000), österreichischer Fußballspieler
- Liridon Krasniqi (* 1992), kosovarischer Fußballspieler
- Luan Krasniqi (* 1971), deutscher Boxer
- Mazhar Krasniqi (1931–2019), neuseeländischer orthodox-muslimischer Gemeindeleiter
- Memli Krasniqi (* 1980), kosovarischer Rapper, Songwriter und Politiker
- Rina Krasniqi (* 1996), kosovarische Schauspielerin
- Robin Krasniqi (* 1987), deutscher Boxer
- Zana Krasniqi (* 1988), kosovarische Schönheitskönigin